# 昂斯代诺区
昂斯代诺区（法語：Anse d'Hainault，發音：[ɑ̃s dɛno]）是海地格朗当斯省的區，位於該國西南部，面積326.5平方公里，海拔高度307米，2015年該區人口98,522，人口密度每平方公里301.7人。